# Patrick Pothuizen
Patrick Pothuizen (Culemborg, 15 mei 1972) is een Nederlands voormalig voetballer en huidig trainer.

## Clubcarrière

### Vitesse
In de jeugd speelde hij bij de lokale amateurvereniging Vriendenschaar en profclub Vitesse. Pothuizen begon zijn carrière in het betaalde voetbal bij Vitesse, waar hij debuteerde in het seizoen 1992/93. Na anderhalf seizoen (en tien gespeelde wedstrijden) vertrok hij voor een halfjaar naar Dordrecht '90.

### N.E.C.
In 1994 tekende de verdediger een contract bij N.E.C., waar hij zes seizoenen achtereen basisspeler was. Hij kwam in die periode tot meer dan 175 officiële wedstrijden voor de ploeg en daarin scoorde hij dertien keer.

### Terug naar Vitesse
In 2000 keerde hij terug bij zijn jeugdclub Vitesse, maar dat bleek geen succes, mede wegens de afkeer van de supporters jegens hem als voormalig N.E.C.-speler. Hij speelde maar acht wedstrijden in de competitie (een doelpunt) en drie Europese wedstrijden, tegen Maccabi Haifa en Internazionale. Toch konden ze hem bij Vitesse niet waarderen en na een halfjaar vertrok Pothuizen dan ook.

### FC Twente
Na de winterstop streek hij neer bij FC Twente. In Enschede speelde Pothuizen drie en een half jaar, voordat hij in de zomer van 2004 weer terugkeerde bij N.E.C. uit Nijmegen. Hij speelde precies honderd Eredivisiewedstrijden in Overijssel. Bovendien won hij daar zijn enige prijs ooit. In 2001 speelde hij in de finale van de Amstel Cup 95 minuten mee tegen PSV. Uiteindelijk zag Pothuizen zijn teamgenoten na strafschoppen met 3–4 winnen.

### Terug naar N.E.C.
Vanaf het seizoen 2004/05 stond Pothuizen weer zes jaar onder contract bij N.E.C., maar Pothuizen kwam hier minder aan spelen toe dan in eerdere jaren. Hij speelde echter tot en met het seizoen 2009/10 in Nijmegen. Hier had hij vooral een trainersrol in de jonge spelersgroep, maar was zo nu en dan belangrijk op het veld. Op 16 maart 2008 stond N.E.C. namelijk thuis met 1–2 achter tegen Sparta Rotterdam. Trainer Mario Been besloot daarom Pothuizen als stormram in te brengen voor Muslu Nalbantoğlu. In de 82e en de 86e minuut scoorde Pothuizen, waardoor de achterstand werd omgezet in een 3–2 voorsprong. Uiteindelijk werd het 4–2 en kreeg Pothuizen amper tien minuten nadat hij was ingewisseld weer een publiekswissel van Been. Hij stond ook bekend om zijn temperament en het pakken van vele gele kaarten. Vlak voor het einde van zijn carrière in de Eredivisie behaalde hij een twijfelachtig record. Op zondag 2 mei 2010 pakte hij tegen Ajax zijn 84e gele kaart in de Eredivisie. Daarmee nam hij record over van FC Utrecht-icoon Jean-Paul de Jong, die er een minder wist te verzamelen.
Op 12 mei 2010 werd bekend dat N.E.C. het aflopende contract met Pothuizen niet zou verlengen.

## Amateurvoetbal en trainersloopbaan
Pothuizen vertrok in de zomer van 2010 naar de Groesbeekse amateurclub De Treffers. In het seizoen 2011/12 werd hij Treffers-speler van het jaar. In 2012 ging hij zich op een trainersloopbaan richten. Bij DIO '30 ging hij de A1 trainen en was hij als speler ook beschikbaar voor het eerste team. Bij DIO was Luuk Maes, met wie hij in het centrum bij N.E.C. een duo vormde, hoofdtrainer. Na het seizoen 2013/14 werd hij op het amateurvoetbalgala van De Gelderlander uitgeroepen tot beste speler in de categorie derde tot en met zesde klasse. Vanaf juli 2014 vervulde Pothuizen verschillende functies binnen N.E.C., waaronder die van verzorger van Jong N.E.C. en als assistent-trainer van het eerste elftal. In juli 2019 werd Pothuizen aangesteld als hoofdtrainer van Astrantia en in oktober 2021 als hoofdtrainer van Achilles '29. In april 2024 werd hij ontslagen bij Achilles '29. Met Astrantia promoveerde hij in 2024 naar de vierde klasse.

## Clubstatistieken
| Seizoen         | Club            | Competitie       | Competitie | Competitie | Beker | Beker | Internationaal | Internationaal | Overig | Overig | Totaal | Totaal |
| Seizoen         | Club            | Competitie       | Wed.       | Dlp.       | Wed.  | Dlp.  | Wed.           | Dlp.           | Wed.   | Dlp.   | Wed.   | Dlp.   |
| --------------- | --------------- | ---------------- | ---------- | ---------- | ----- | ----- | -------------- | -------------- | ------ | ------ | ------ | ------ |
| 1992/93         | Vitesse         | Eredivisie       | 1          | 0          | 0     | 0     | 0              | 0              | 0      | 0      | 1      | 0      |
| 1993/94         | Vitesse         | Eredivisie       | 9          | 2          | 0     | 0     | 1              | 0              | 0      | 0      | 10     | 2      |
| Club totaal     | Club totaal     | Club totaal      | 10         | 2          | 0     | 0     | 1              | 0              | 0      | 0      | 11     | 2      |
| 1993/94         | Dordrecht '90   | Eerste divisie   | 10         | 2          | 0     | 0     | 0              | 0              | 0      | 0      | 10     | 2      |
| Club totaal     | Club totaal     | Club totaal      | 10         | 2          | 0     | 0     | 0              | 0              | 0      | 0      | 10     | 2      |
| 1994/95         | N.E.C.          | Eredivisie       | 33         | 5          | 3     | 1     | 0              | 0              | 0      | 0      | 36     | 6      |
| 1995/96         | N.E.C.          | Eredivisie       | 30         | 1          | 3     | 0     | 0              | 0              | 6      | 2      | 39     | 3      |
| 1996/97         | N.E.C.          | Eredivisie       | 32         | 0          | 4     | 0     | 0              | 0              | 5      | 0      | 41     | 0      |
| 1997/98         | N.E.C.          | Eredivisie       | 28         | 3          | 5     | 0     | 0              | 0              | 0      | 0      | 33     | 3      |
| 1998/99         | N.E.C.          | Eredivisie       | 27         | 1          | 4     | 2     | 0              | 0              | 0      | 0      | 31     | 2      |
| 1999/00         | N.E.C.          | Eredivisie       | 28         | 4          | 7     | 0     | 0              | 0              | 0      | 0      | 35     | 4      |
| Club totaal     | Club totaal     | Club totaal      | 178        | 13         | 26    | 2     | 0              | 0              | 11     | 2      | 215    | 17     |
| 2000/01         | Vitesse         | Eredivisie       | 8          | 1          | 0     | 0     | 3              | 0              | 0      | 0      | 11     | 1      |
| Club totaal*    | Club totaal*    | Club totaal*     | 18         | 3          | 0     | 0     | 4              | 0              | 0      | 0      | 22     | 3      |
| 2000/01         | FC Twente       | Eredivisie       | 12         | 0          | 3     | 0     | 0              | 0              | 0      | 0      | 15     | 0      |
| 2001/02         | FC Twente       | Eredivisie       | 28         | 4          | 1     | 0     | 3              | 0              | 1      | 0      | 33     | 4      |
| 2002/03         | FC Twente       | Eredivisie       | 28         | 0          | 1     | 0     | 0              | 0              | 0      | 0      | 29     | 0      |
| 2003/04         | FC Twente       | Eredivisie       | 32         | 0          | 7     | 0     | 0              | 0              | 0      | 0      | 39     | 0      |
| Club totaal     | Club totaal     | Club totaal      | 100        | 4          | 12    | 0     | 3              | 0              | 1      | 0      | 116    | 4      |
| 2004/05         | N.E.C.          | Eredivisie       | 19         | 0          | 2     | 0     | 2              | 0              | 0      | 0      | 23     | 0      |
| 2005/06         | N.E.C.          | Eredivisie       | 11         | 1          | 0     | 0     | 0              | 0              | 2      | 1      | 13     | 2      |
| 2006/07         | N.E.C.          | Eredivisie       | 18         | 1          | 1     | 0     | 0              | 0              | 4      | 1      | 23     | 2      |
| 2007/08         | N.E.C.          | Eredivisie       | 13         | 2          | 1     | 0     | 0              | 0              | 1      | 0      | 15     | 2      |
| 2008/09         | N.E.C.          | Eredivisie       | 16         | 0          | 1     | 0     | 3              | 0              | 0      | 0      | 20     | 0      |
| 2009/10         | N.E.C.          | Eredivisie       | 29         | 2          | 3     | 1     | 0              | 0              | 0      | 0      | 32     | 3      |
| Club totaal*    | Club totaal*    | Club totaal*     | 284        | 19         | 34    | 3     | 5              | 0              | 18     | 4      | 341    | 26     |
| 2010/11         | De Treffers     | Zondag Topklasse | 20         | 1          | 0     | 0     | 0              | 0              | 0      | 0      | 20     | 1      |
| 2011/12         | De Treffers     | Zondag Topklasse | 27         | 2          | 1     | 0     | 0              | 0              | 0      | 0      | 28     | 2      |
| Club totaal     | Club totaal     | Club totaal      | 47         | 3          | 1     | 0     | 0              | 0              | 0      | 0      | 48     | 3      |
| 2012/13         | DIO '30         | Derde Klasse     |            |            |       |       |                |                |        |        |        |        |
| 2013/14         | DIO '30         | Derde Klasse     |            |            |       |       |                |                |        |        |        |        |
| Carrière totaal | Carrière totaal | Carrière totaal  | 459        | 31         | 47    | 3     | 12             | 0              | 19     | 4      | 537    | 38     |

Bijgewerkt tot 17 april 2016

## Erelijst
FC Twente
- KNVB beker: 2000/01

 Dordrecht '90
- Eerste divisie: 1993/94

## Trivia
- Pothuizen bezit sinds 2 mei 2010 het Eredivisierecord van meeste gele kaarten (84).
- Pothuizen was ook de eerste speler die een gele kaart ontving in de Topklasse.